# Сашо Миялков
Сашо Миялков (на македонска литературна норма: Сашо Мијалков) е разузнавач и политик, директор на Управлението за сигурност и контраразузнаване на Северна Македония през 2006–2015.

## Произход и семейство
Сашо Миялков произлиза от влиятелно щипско семейство. Той е син на Йордан Миялков, първия министър на вътрешните работи на Република Македония, трагично загинал през декември 1991 година, и внук на Стоян Миялков от Щип, за чието Българско самосъзнание има запазени документи. Сашо Миялков е първи братовчед на министър-председателя Никола Груевски (майката на Груевски Надежда е сестра на Йордан Миялков). Има брат Владимир.
Женен е за балерината Александра Миялкова.

## Образование и кариера
Сашо Миялков завършва бизнес администрация в Прага, Чехия през 1994 г. След четири години завършва и Икономическия факултет на Скопския университет.
Започва служебната кариера като помощник на министъра на отбраната Никола Клюсев (1998-2000). Съветник на министъра на отбраната Любен Пауновски (2000-2001). Държавен съветник по въпросите на сигурността в правитеството (2001-2003).
След победата на ВМРО-ДПМНЕ на изборите през 2006 г. Сашо Миялков от 29 август 2006 г. е директор на Управлението за сигурност и контраразузнаване (УБК) и е една от най-влиятелните личности в страната. Според официални данни от неговите имотни декларации, обявени от опозицията, той същевременно се занимава с бизнес: между 2008 и 2013 г. е станал собственик на четири фирми, а състоянието му е нараснало от 1.1 до 2.7 милиона евро. Миялков отрича тези твърдения, обяснявайки, че в своите декларации бил допуснал „техническа грешка“. През 2015 г. опозицията публикува серия подслушани телефонни разговори на Миялков, които го уличават в дирижиране на съдебната система и в брутална диктовка на полицейската разправа с Любе Бошковски.
На 12 май 2015 г., три дни след Кумановския инцидент, Сашо Миялков подава оставка като директор на УБК.
От 2007 до 2017 година Миялков е член на Изпълнителния комитет на ВМРО-ДПМНЕ. Предполага се, че заедно с Никола Груевски той е в основата на издигането на Християн Мицкоски за нов председател на партията през декември 2017 г., но скоро стига до разрив с него. На 23 октомври 2018 г. Сашо Миялков е изключен от ВМРО-ДПМНЕ поради обвинения, че е уредил гласуването на осем депутати от ВМРО-ДПМНЕ на 16 октомври за започване на процедурата за конституционни промени на РМ с цел прилагане на Преспанското споразумение с Гърция. В отговор Миялков излиза с две отворени писма с остри критики срещу Християн Мицковски.

## Съдебни процеси срещу него
След падането на Груевски от власт срещу него през 2017-2018 г. са повдигнати няколко обвинения от специалното обвинителство. На 20 ноември 2018 г. той е поставен под предварителен арест в затвора в „Шуто Оризари“. В навечерието на новата 2019 г. е пуснат под домашен арест. На 8 март 2019 г. Сашо Миялков е осъден на първа инстанция на три години затвор за ръководство на изборни манипулации в местните избори на община Струмица през 2013 г.
През април 2022 г. С. Миялков и браточед му Н. Груевски официално са поставени в черната листа за забранено влизане в САЩ.
През юли 2022 г. Миялков сключва сделка с прокуратурата по делото "Империя" за незаконно придобиване на имущество, с което се признава за виновен, срещу което получава минимална присъда от три години затвор и конфискация на имоти за 30 милиона евро.. Подобно на Йордан Камчев служи присъдата си в затвор "от полуотворен тип" в Струга..
През декември 2022 г. вторинстанционен съд отменя присъда от 12 години затвор срещу Миялков по друго дело - т.нар. "Таргет твърдина", за организиране на масово незаконно подслушване..